# Lukiivka, Nikopol
Lukiivka (în ucraineană Лукіївка) este un sat în comuna Krînîciuvate din raionul Nikopol, regiunea Dnipropetrovsk, Ucraina.

## Demografie
Componența lingvistică a localității Lukiivka
     Ucraineană (92,82%)
     Rusă (6,22%)
     Alte limbi (0,96%)
Conform recensământului din 2001, majoritatea populației localității Lukiivka era vorbitoare de ucraineană (92,82%), existând în minoritate și vorbitori de rusă (6,22%).